# Götaland

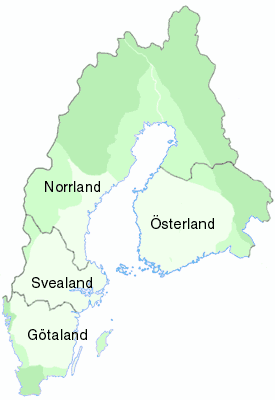
Svédország történelmi országrészei. A sötétebb színezés későbbi svéd birtokbavételt jelez. Svédország ebben a teljes kiterjedésben, illetve ezekkel a határokkal egyidejűleg soha nem létezett

Götaland (régi latin nyelvű forrásokban Gothia) Svédország három történelmi országrésze közül a legdélebbi. (A negyedik egykori svéd történelmi országrész, Österland ma teljes egészében Finnország területéhez tartozik.) A itt lakókat a régi latin nyelvű források gautoknak nevezték, szemben a középső országrészben (Svealand) élő sveákkal. Az országrész tíz történelmi tartományt foglal magába, valamint – a 2010-es állás szerint – 140 modern közigazgatási egységet, azaz községet. Területe 87 712 négyzetkilométer.
A svéd országrészeknek nincs hivatalos vagy közigazgatási szerepe, de nevük a mindennapi életben gyakran használatos, például az időjárás-jelentésekben, valamint a különböző sportágak bajnokságaiban.

## Tartományok
Götaland a következő tíz történelmi tartományból áll (mindegyikük a mai Svédországban található):
| - Bohuslän - Blekinge - Dalsland - Gotland - Halland - Skåne - Småland - Öland - Östergötland - Västergötland | Bohuslän · Blekinge · Dalsland · Gotland · Halland · Skåne · Småland · Öland · Östergötland · Västergotland |

## Történelem
A Götaland jelentése a göták földje, és ezzel a svéd nép két régi nagy törzsének egyikére utal (a másik a sveák törzse volt). A szó először egy 1384-es írott forrásban jelent meg. (Gøthalandom,) A területet a sveák földjétől nagy erdőségek választották el. A szó szövegben először az 1400-as években fordult elő. Ekkoriban Götalandot Småland, Öland, Östergötland, Västergötland, Dalsland és Värmland tartományok alkották.
Götaland legnagyobb részét Östergötland és Västergötland tartomány (valamikor törzsi területek) alkotják. A délen levő kisebb, korábban önálló területeket (Finnveden, Kind, Möre, Njudung, Tjust, Tveta, Värend, Ydre) Småland tartománnyá egyesítették.
Blekinge, Bohuslän, Gotland, Halland és Skåne tartományok Svédország nagyhatalmi korszakától, a 17. századi déli terjeszkedésétől számítanak, tulajdonképpen helytelenül, Götaland részének. A roskildei béke (1658) nyomán Skåne és Bohuslän tartományokat Dániának át kellett adnia Svédországnak. Skåneland, ami valamikor Dánia része volt, átalakult Skåne, Halland és Blekinge tartományokká.
Värmland viszont egy 1815-ös közigazgatási változtatás nyomán Götaland helyett Svealand részének számít.
Gotland szigete többször is uralkodót cserélt (Svédország és Dánia). Habár a sziget közelebb van Svealandhoz, mégis Götalandhoz számítják.